# 216-я истребительная авиационная дивизия
216-я истребительная авиационная дивизия (216-я иад) — авиационное соединение Вооружённых сил СССР, принимавшее участие в Великой Отечественной войне.

## История наименований
- ВВС 37-й армии
- 216-я истребительная авиационная дивизия
- 216-я смешанная авиационная дивизия
- 9-я гвардейская истребительная авиационная дивизия
- 9-я гвардейская Мариупольская истребительная авиационная дивизия
- 9-я гвардейская Мариупольская ордена Богдана Хмельницкого II степени истребительная авиационная дивизия
- 9-я гвардейская Мариупольская Краснознамённая ордена Богдана Хмельницкого II степени истребительная авиационная дивизия
- 9-я гвардейская Мариупольская ордена Ленина Краснознамённая ордена Богдана Хмельницкого II степени истребительная авиационная дивизия
- 9-я гвардейская Мариупольско-Берлинская ордена Ленина Краснознамённая ордена Богдана Хмельницкого истребительная авиационная дивизия
- 237-я гвардейская Мариупольско-Берлинская ордена Ленина Краснознамённая ордена Богдана Хмельницкого истребительная авиационная дивизия
- 237-я гвардейская Мариупольско-Берлинская ордена Ленина Краснознамённая ордена Богдана Хмельницкого истребительная авиационная дивизия ВВС Балтийского флота
- Полевая почта 21221.

## История и боевой путь дивизии
216-я истребительная авиационная дивизия сформирована 24 мая 1942 года на основании Приказа НКО СССР.
После сформирования дивизия была включена в 4-ю воздушную армию Южного фронта. В мае—июле 1942 года во взаимодействии с другими истребительными авиационными соединениями прикрывала войска фронта от ударов немецко-фашистской авиации и выполняла задачи по воздушной разведке. За это время её лётчики произвели свыше 2 тысяч самолёто-вылетов и сбили в воздушных боях 95 самолётов противника.
Особенно ожесточённые бои с немецко-фашистской авиацией дивизия вела в июле в ходе Донбасской оборонительной операции.
В августе—октябре 1942 года дивизия участвовала в боевых действиях на Кубани и Северном Кавказе, прикрывая войска 37-й и 9-й армий Северной группы войск Закавказского фронта. Высокое боевое мастерство показали лётчики дивизии в Нальчикско-Орджоникидзевской оборонительной операции: они сбили 140 самолётов противника.
В ходе Битвы за Кавказ в состав дивизии включались штурмовые и бомбардировочные полки. В период с 12 июля по 28 августа в состав дивизии входил 103-й штурмовой авиаполк. За столь короткий период пребывания в дивизии полк выполнил 264 боевых вылетов, уничтожил и повредил 260 танков, 744 авто и бронемашин, 37 бензозаправщиков, 8 мостов и переправ, 2 речных судна, 3 склада с боеприпасами, 1 полевое и 42 зенитных орудия, до 2500 солдат и офицеров.
216-я истребительная авиационная дивизия 13 декабря 1942 года была преобразована в 216-ю смешанную авиационную дивизию.
В составе действующей армии дивизия находилась с 24 мая 1942 года по 13 декабря 1942 года.

## Командиры дивизии
| Звание                | Имя                            | Период                  | Примечание |
| --------------------- | ------------------------------ | ----------------------- | ---------- |
| Генерал-майор авиации | Шевченко Владимир Илларионович | 25.05.1942 — 10.10.1942 |            |
| Полковник             | Волков Михаил Николаевич       | 10.10.1942 — 28.11.1942 |            |
| Генерал-майор авиации | Борман Александр Владимирович  | 28.11.1942 — 13.12.1942 |            |

## В составе объединений
| Дата          | Фронт (округ)           | Армия               | Корпус                                     | Примечания |
| ------------- | ----------------------- | ------------------- | ------------------------------------------ | ---------- |
| 24.05.1942 г. | Южный фронт             | 4-я воздушная армия | -                                          | -          |
| 28.07.1942 г. | Северо-Кавказский фронт | 4-я воздушная армия | -                                          | -          |
| 14.08.1942 г. | Закавказский фронт      | 4-я воздушная армия | Северная Группа войск Закавказского Фронта | -          |

## Состав дивизии
| Полк                                             | Период                  | Примечание                                                                                     |
| ------------------------------------------------ | ----------------------- | ---------------------------------------------------------------------------------------------- |
| 16-й гвардейский истребительный авиационный полк | 22.05.1942 — 13.08.1942 | выведен из боевых действий в 6-й оутап                                                         |
| 40-й истребительный авиационный полк             | 08.09.1942 — 19.10.1942 | Передан в оперативное подчинение 4-го гвардейского Кубанского казачьего кавалерийского корпуса |
| 45-й истребительный авиационный полк             | 26.07.1942 — 20.09.1942 | выведен в 25-й зиап                                                                            |
| 66-й истребительный авиационный полк             | 01.12.1942 — 13.12.1942 | передан в состав 216-й сад                                                                     |
| 84-й «А» истребительный авиационный полк         | 11.08.1942 — 17.11.1942 | передан в состав 217-й иад                                                                     |
| 88-й истребительный авиационный полк             | 22.05.1942 — 21.12.1942 | выведен в 26-й зиап                                                                            |
| 103-й штурмовой авиационный полк                 | 12.07.1942 — 28.08.1942 | выведен из боевых действий на пополнение                                                       |
| 149-й истребительный авиационный полк            | 24.05.1942 — 30.07.1942 | выведен из боевых действий в 6-й оутап                                                         |
| 247-й истребительный авиационный полк            | 11.07.1942 — 18.09.1942 | выведен из боевых действий в 6-й оутап                                                         |
| 976-й истребительный авиационный полк            | 30.10.1942 — 10.11.1942 | выведен в 26-й зиап                                                                            |
| 288-й бомбардировочный авиационный полк          | 13.08.1942 — 13.12.1942 | Су-2                                                                                           |
| 765-й штурмовой авиационный полк                 | 10.11.1942 - 21.04.1943 | выведен в тыл                                                                                  |

## Участие в сражениях и битвах
- Харьковская операция — с 24 мая 1942 года по 29 мая 1942 года.
- Воронежско-Ворошиловградская операция — с 28 июня 1942 года по 24 июля 1942 года.
- Донбасская операция — с 7 июля 1942 года по 24 июля 1942 года.
- Северо-Кавказская наступательная операция — с 25 июля 1942 года по 13 декабря 1942 года.
- Армавиро-Майкопская операция — с 6 августа 1942 года по 17 августа 1942 года.
- Моздок-Малгобекская операция — с 1 сентября 1942 года по 28 сентября 1942 года.
- Нальчикско-Орджоникидзевская операция — с 25 октября 1942 года по 12 ноября 1942 года.

## Отличившиеся воины дивизии
- Максименко Василий Иванович, старший лейтенант, командир эскадрильи 88-го истребительного авиационного полка 216-й истребительной авиационной дивизии 4-й воздушной армии Закавказского фронта, 23 ноября 1942 года Указом Президиума Верховного Совета СССР удостоен звания Герой Советского Союза. Золотая Звезда № 741.
- Колесник Василий Артёмович, капитан, командир эскадрильи 88-го истребительного авиационного полка 216-й истребительной авиационной дивизии 4-й воздушной армии Северо-Кавказского фронта, Указом Президиума Верховного Совета СССР 24 августа 1943 года удостоен звания Герой Советского Союза. Золотая Звезда № 1150.
- Лавицкий Николай Ефимович, лейтенант, командир звена 45-го истребительного авиационного полка 216-й истребительной авиационной дивизии 4-й воздушной армии Северо-Кавказского фронта Указом Президиума Верховного Совета СССР от 24 августа 1943 года удостоен звания Герой Советского Союза. Посмертно.
- Пилипенко Иван Маркович, командир эскадрильи 40-го истребительного авиационного полка 216-й истребительной авиационной дивизии 4-й воздушной армии Закавказского фронта, капитан, Указом Президиума Верховного Совета СССР от 13 декабря 1942 года за образцовое выполнение боевых заданий командования и проявленные при этом мужество и героизм посмертно присвоено звание Героя Советского Союза.
- Середа Пётр Сельверстович, капитан, командир эскадрильи 88-го истребительного авиационного полка 216-й истребительной авиационной дивизии 4-й воздушной армии 23 ноября 1942 года Указом Президиума Верховного Совета СССР удостоен звания Герой Советского Союза. Золотая Звезда № 821.
- Фигичев Валентин Алексеевич, капитан, командир эскадрильи 16-го гвардейского истребительного авиационного полка 216-й истребительной авиационной дивизии 4-й воздушной армии 23 ноября 1942 года Указом Президиума Верховного Совета СССР удостоен звания Герой Советского Союза. Золотая Звезда № 822.